# دير رؤساء الملائكة الصرب في القدس
تأسس دير رئيسي الملائكة ميخائيل وجبرائيل عام 1312 في القدس على يد الملك ميلوتين. يقع داخل أسوار البلدة القديمة بالقدس (الأرض المقدسة)، بالقرب من كنيسة القيامة (كنيسة قيامة المسيح) والبطريركية اليونانية.

## تاريخ الدير
على أساسات أنقاض الدير البيزنطي القديم الذي كان قائما من القرن الرابع إلى القرن التاسع، بنى الملك ميلوتين هذا الدير لحاجة الرهبان الصرب في القدس كجزء من انتصار البيزنطيين على الفرس. يرتبط بناء هذا الدير ارتباطًا وثيقًا بحدث تاريخي لا يُعرف عنه سوى القليل جدًا اليوم. بنى بعد النصر الرائع الذي حققه الجيش الصربي في آسيا الصغرى. مؤرخ ميلوتين، رئيس الأساقفة دانيلو، كتب عن هذا الحدث. يكتب في مذكراته أن الملك ميلوتين أرسل نخبة المحاربين إلى والد زوجته، الإمبراطور البيزنطي أندرونيكوس الثاني باليولوج، للمساعدة في قتال الأتراك العثمانيين، تحت قيادة الدوق نوفاك غريبوستريك، الذي هزمهم بنجاح. وكتب رئيس الأساقفة دانيلو: "الصرب يقطعون أجسادهم مثل القصب". وبعد هذا النصر، بنى الملك ميلوتين كنيسة رؤساء الملائكة القديسين، ثم بنى مسكنًا ومستشفى صغيرًا ونزلًا لجميع الرهبان والمصلين الصرب والسلافيين في الأرض المقدسة. كما هو مذكور في Karejske hrisovulje Stefana Dušana (مواثيق كاريان لستيفان دوسان) من عام 1350، قام ستيفان ديتشانسكي، "الملك المقدس ستيفان أوروس الخامس "، بتزيين المعبد وتحصينه والتبرع به.
في عام 1348، أمر القيصر دوشان بمساعدة هذا الدير: خصصت مدينة دوبروفنيك 500 بيرس سنويًا باسم الجمارك لبيع الملح إلى صربيا دير سفيتي سباز نا بوياني (المخلص المقدس في بوجانا) 100 بيربيرس، ودير القديس نيكولاس في فرانجينا، الجزيرة الواقعة على بحيرة سكادار، أعطى دير القدس ميتوه واضطر إلى تخصيص نصف دخله السنوي لاحتياجاته. كما ستتعهد دوبروفنيك بمنح كنيسة رؤساء الملائكة المقدسين في القدس عائدات قدرها 2000 بيرس من ستون في شبه جزيرة بيليساك.
في عهد الإمبراطور أوروس، كان هذا الدير يستقبل 100 شخص سنويًا من ستون. كما بدأ الرهبان الروس، الذين لم يكن لهم دير خاص بهم في فلسطين، بالتجمع هناك.
حوالي عام 1400، يقول الأرشمندريت الروسي غريتنيجي أن الدير يقف في المكان الذي دمر فيه الله الجيش الآشوري البالغ عدده 108 آلاف جندي. كتب الشماس الروسي زوسيموس (1419-1421) أن الدير ينتمي إلى الأخوة الصربية وأن رئيس الدير يُدعى بايسيي. وكان هذا الدير لفترة من الزمن دير للقديس سافا المكرس، وهو ما يؤكده السلطان بفرمان من عام 1537 بمناسبة الكرم، وكذلك السلطان محمد الثالث عام 1601. عثر فاسيلي بوسنياكوف في 1558-1561 على رهبان صرب من دير القديس سافا المكرس في الدير وذكر أن راهبين ذهبا إلى روسيا إلى الإمبراطور للتسول للحصول على المال لتجديد الدير، ثم إلى القسطنطينية للحصول على الإذن. في بداية القرن السابع عشر، قدر جان كوتفيك أن هناك أكثر من 100 راهب في الدير. وبعد ذلك نفدت أموال الصرب، فباعوا الدير للبطريرك اليوناني ثيوفانيس عام 1623.
كان دير رئيس الملائكة ميخائيل وجبرائيل يحكمه الرهبان الصرب منذ حوالي 300 عام. بعد انهيار الدولة الصربية في العصور الوسطى، حصل الدير الصربي في القدس على المساعدة من الحكام والبويار الروس. من فم مارا برانكوفيتش، زوجة السلطان مراد الثاني وابنة دوراد برانكوفيتش، يمكن ملاحظة أن هذا الدير كان مهجورًا لفترة في النصف الثاني من القرن الخامس عشر، ربما بسبب الكوليرا. في عهد ثيوفانيس الثالث ملك القدس، في القرن السابع عشر، وقع دير رؤساء الملائكة تحت الحكم اليوناني.
وفي عام 1848 انتقلت البعثة الروحية الصربية إلى الدير. عثر الرهبان الصرب على كتب صربية قديمة تبين أن بعضها عبارة عن سجلات صربية قديمة أيضًا. في مؤتمر السلام في باريس عام 1920، طرح المندوبون الصرب سؤالاً حول إدارتنا للمقامات الصربية في فلسطين.

## قصص عن الدير
بحسب الأرشمندريت فرفوري العذراء، رئيس البعثة الروسية في القدس في منتصف القرن التاسع عشر، والذي أقام في دير رؤساء الملائكة القديسين وادعى أن رؤساء الملائكة هم "أجمل دير في المدينة المقدسة"، وأن هناك أيقونات كثيرة و40 خلية وأن الدير يتسع لحوالي 200 من المصلين. كان الدير يضم غرفة طعام ومستشفى وخزينة و"مكتبة رائعة" تحتوي على مخطوطات وكتب مطبوعة يونانية ولاتينية وسلافية. واليوم، توجد بعض المخطوطات الصربية السلافية في مكتبات أكاديمية كييف اللاهوتية، وموسكو، وسانت بطرسبرغ، والفاتيكان، ودير سانت كاترين الأرثوذكسي، وبطريركية الروم الأرثوذكس في القدس، حيث توجد المخطوطة المضيئة "المعبد". عثر مؤخرًا على "جافريل تاديتش المتواضع" (1662).
وكان الدير يحتفل بعيد رئيس الملائكة المقدس كمجد له، وهو مجد نيمانيتش. كان كل شيء مصنوعًا من الحجر المنحوت، وكذلك الأرضية. وكان بجوار الكنيسة العديد من المباني وصوامع الرهبان ومياه كثيرة وسور كبير. في القرن التاسع عشر، كان هناك ثلاثة عروش فخرية في المعبد: الأوسط - مخصص لرؤساء الملائكة القديسين، واليمين - للقديس يوحنا الذهبي الفم، واليسار  للقديس نيكولاس.
ذهب العديد من وجهاء الكنيسة والبطاركة والرهبان والمواطنين الأتقياء في رحلة حج إلى القدس ودير رئيسي الملائكة ميخائيل وجبرائيل. وكان من بينهم، بالإضافة إلى نيمانيتشي وحكام صرب آخرين، البطريرك أرسينيجي الثالث كرنوييفيتش (1683)، الذي قدم للدير الإنجيل باللغة السلافية القديمة، ومتروبوليت بلغراد ميهايلو (1883)، والبطريرك الألماني (1959)، والبطريرك بافلي. صربيا (1994). لا يزال العديد من كبار الشخصيات والرهبان والمواطنين الصرب يزورون الدير حتى اليوم.
ذكر المؤرخ أنتونينيي فوتشيتيتش (1845-1931) أن الدير سقط في حالة سيئة بسبب الطاعون.

## الدير اليوم
لا يزال الدير الرئيسي للملائكة ميخائيل وجبرائيل يقع في القدس، داخل أسوار البلدة القديمة في القدس، في الجزء المسيحي، ويقع في حالة محفوظة في شارع القديس فرنسيس، في المنطقة المجاورة مباشرة لكنيسة القيامة والبطريركية اليونانية، في الجزء المسيحي من البلدة القديمة. في مكتبة بطريركية القدس، التي جددت مؤخرًا، يمكنك العثور على خزانة غنية بالمخطوطات الصربية السلافية مصدرها دير القديسين رئيس الملائكة ميخائيل وجبرائيل.
أرسل المجمع المقدس للكنيسة الأرثوذكسية الصربية طلبًا إلى بطريركية القدس لإعادة الدير إلى الكنيسة الأرثوذكسية الصربية.